# Infanta (Zuid-Afrika)
Infanta is een dorp in de Zuid-Afrikaanse provincie West-Kaap. Infanta behoort tot de gemeente Swellendam dat onderdeel van het district Overberg is.